# Karl Georg Brandt
Karl Georg Brandt (* 5. November 1898 in Karlsmarkt bei Brieg; † 16. Februar 1945 in Posen) war ein deutscher Polizeibeamter und Täter des Holocaust im Rang eines SS-Untersturmführers, der während des Zweiten Weltkrieges im deutsch besetzten Polen das Judenreferat beim Kommandeur der Sicherheitspolizei und des SD im Distrikt Warschau des sogenannten Generalgouvernements leitete.

## Leben
Brandt war in der Zeit des Nationalsozialismus als Kriminalsekretär in Bielefeld tätig, er beantragte am 27. Juli 1937 die Aufnahme in die NSDAP und wurde rückwirkend zum 1. Mai desselben Jahres aufgenommen (Mitgliedsnummer 5.840.483). Nach Beginn des Zweiten Weltkrieges wurde er zum Kommandeur der Sicherheitspolizei und des SD nach Warschau kommandiert, wo er zunächst in der Abteilung III und ab 1941 in der Abteilung IV (Gestapo) eingesetzt war. Bei der Gestapo in Warschau leitete er das Judenreferat (Abteilung IVB4). Er war im Sommer 1942 beim Sonderkommando Umsiedlung der Sicherheitspolizei tätig. Am 19. August 1942 erschossen Gestapomänner im Sanatorium Zofiówka in Otwock unter der Leitung Brandts 108 weibliche und männliche Insassen.
Brandt war maßgeblich in die Deportation Warschauer Juden involviert. Laut überlebenden Zeitzeugen war Brandt im Warschauer Ghetto überaus gefürchtet und galt als extremer Sadist. So soll er dort an Selektionen teilgenommen haben, bei denen er als nicht arbeitsfähig geltende jüdische Menschen zur Deportation in das Vernichtungslager Treblinka und sogenannte Arbeitsfähige zur Zwangsarbeit einteilte. Während Razzien im Warschauer Ghetto und der Begleitung von Gruppen jüdischer Menschen zum berüchtigten Umschlagplatz am Warschauer Ghetto soll er an Mordaktionen beteiligt gewesen sein.
Brandt fiel am 16. Februar 1945 während der Schlacht um Posen.